# Maison de garde-barrière (Chenonceaux)
La maison de garde-barrière est un bâtiment ayant servi de logement et de poste de travail au garde-barrière dans la commune de Chenonceaux,  département français d'Indre-et-Loire.
Construit en 1877, le bâtiment est inscrit au titre des monuments historiques en 1984.

## Localisation

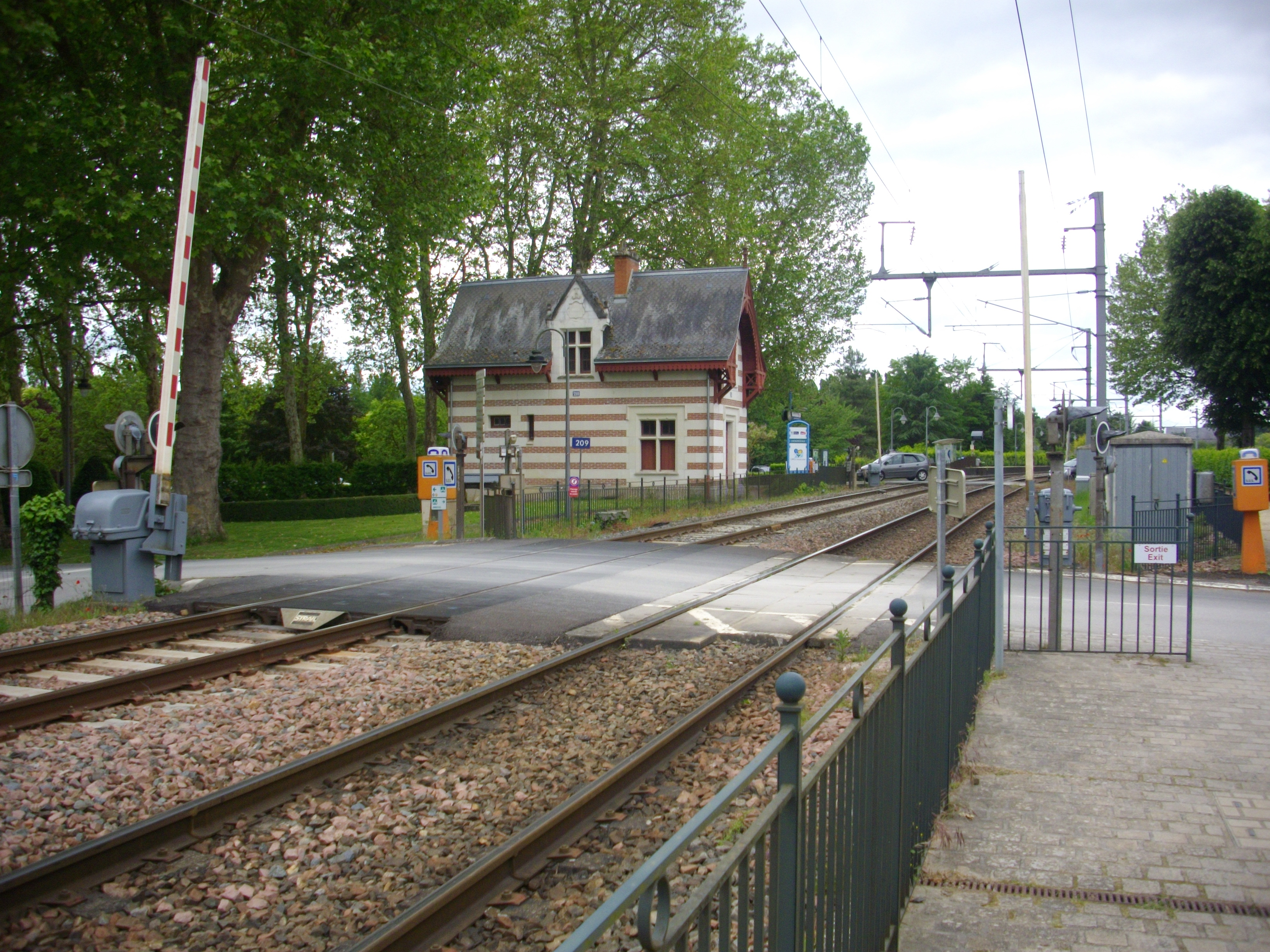
La maison et les voies.

La maison est installée en bordure sud des voies de la ligne de Vierzon à Saint-Pierre-des-Corps, entre les deux routes qui depuis le centre de Chenonceaux au nord donnent accès au château de Chenonceau au sud.
La halte ferroviaire de Chenonceaux est implantée à proximité immédiate de la maison, qui n'en fait pas partie ; elle remplace l'ancienne gare de Chenonceaux-Chisseaux, située non loin de là mais désaffectée.

## Histoire
La maison est construite en 1877 pour le compte de la Compagnie du chemin de fer de Paris à Orléans, alors que la ligne ferroviaire est mise en service en 1869.
Elle est inscrite au titre des monuments historiques par arrêté du 28 décembre 1984.

## Architecture

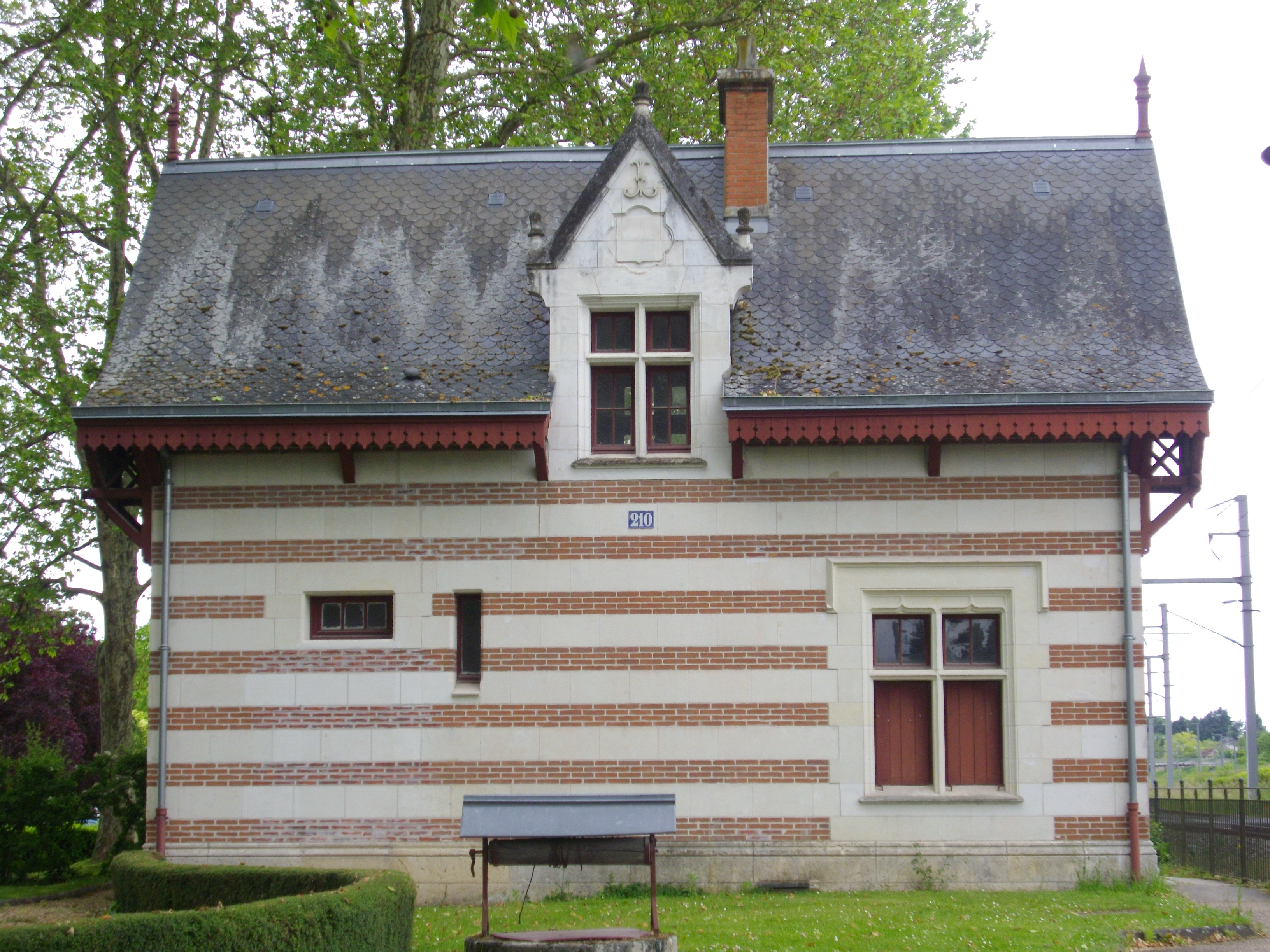
Façade est.

Le pavillon est composé d'un rez-de chaussée surmonté d'un étage de combles mansardés.
Il est construit en bandes alternées de tuffeau et de briques, avec des fenêtres à meneaux et croisillons, rappelant ainsi certains édifices régionaux de la Renaissance. Les bords du toit sont ornés de lambrequins. Le toiture à deux longs pans est recouverte d'ardoises.
Il s'agit de la seule maison de garde-barrière présentant ce style et ce décor l'ensemble de la ligne ferroviaire, ce qui s'explique par la volonté de s'harmoniser avec le château de Chenonceau et le style architectural du secteur, sans pour autant chercher à les copier.

## Pour en savoir plus